# Mark Lambert
Mark Lambert, all'anagrafe Mark Robert Luebke (San Jose, 19 gennaio 1952) è un attore e cantante statunitense.

## Biografia
Attivo in campo teatrale, televisivo e cinematografico, recitò a Broadway nel musical A Little Night Music nel 1973, dove conobbe Victoria Mallory, che sposò nel 1975 e con cui rimase sposato fino alla morte della donna, avvenuta nel 2014.
Dopo la breve parentesi teatrale si trasferì in California, dove ha recitato in numerose serie televisivi e film, tra cui Metropolitan Police, Crisis, I Tudors e Veronica Guerin - Il prezzo del coraggio.

## Filmografia

### Cinema
- Una preghiera per morire (A Prayer for the Dying), regia di Mike Hodges (1987)
- Jude, regia di Michael Winterbottom (1996)
- Evelyn, regia di Bruce Beresford (2002)
- Veronica Guerin - Il prezzo del coraggio (Veronica Guerin), regia di Joel Schumacher (2003)
- Breakfast on Pluto, regia di Neil Jordan (2005)
- The Tiger's Tail, regia di John Boorman (2006)
- Il viaggio (The Journey), regia di Nick Hamm (2016)

### Doppiatore
- Cabaret, regia di Bob Fosse (1972)

## Doppiatori italiani
- Mino Caprio ne I Tudors
- Mario Scarabelli in The Journey
- Massimo Lodolo in Una preghiera per morire